# عجيبة للبترول
عجيبة للبترول أو (بالإنجليزية: Agiba Petroleum) هي إحدى شركات قطاع البترول المصري والتي تأسست عام 1981 كشركة تشغيل وعمليات تابعة للهيئة المصرية العامة للبترول. وعلى مدار خمسة وعشرون عاما أسست الشركة سمعتها كشركة مساهمة للحفر والإستكشاف وإنتاج البترول والغاز في مصر. وبدأت الشركة إنتاجها الدائم للبترول والغاز في أكتوبر 1986.

## مناطق امتياز الشركة

### مليحة
منطقة تنمية مليحة المندمجة (مليحة، شمال شرق مليحة، غرب مليحة).
- قانون رقم 5 لسنة 1978.[1]
  - التعديلات:
    - قانون رقم 4 لسنة 2004.[2]
    - قانون رقم 5 لسنة 2007.[3]
- قانون رقم 74 لسنة 1996.[4]
  - التعديلات:
    - قانون رقم 4 لسنة 2007.[5]
- قانون رقم 215 لسنة 2020.[6]

## رؤساء الشركة
- ثروت الجندي (2023 - حتى الآن)
- أحمد مصطفى (يونيو 2021 - 2023)[7]
- محمد محمود بيضون (ديسمبر 2019 - يونيو 2021)[8]
- محمد عصام الدين القفاص (نوفمبر 2017 -ديسمبر 2019).[9]
- علاء عبد الفتاح البطل (أبريل 2017 - نوفمبر 2017).[10]
- أسامة البقلي (فبراير 2015 - أبريل 2017).[11]
- مصطفى البحر.[12]
- مصطفى عبد العزيز.[13]